# NGC 946
NGC 946 is een spiraalvormig sterrenstelsel in het sterrenbeeld Andromeda. Het hemelobject werd op 12 december 1884 ontdekt door de Franse astronoom Édouard Jean-Marie Stephan.

## Synoniemen
- PGC 9556
- UGC 1979
- MCG 7-6-26
- ZWG 539.34
- NPM1G +42.0091